# Domagnano
Domagnano je jedno z devíti měst (italsky: castello neboli hrad) a také samosprávná obec v San Marinu. Počet obyvatel je 3026; rozloha 6,62 km2. To znamená, že podle počtu obyvatel jde o čtvrté největší a podle rozlohy páté největší město v San Marinu.

## Historie
Domagnano, dříve známé jako Montelupo (hora vlků), bylo osídleno již za dob Říma, o čemž svědčí i nálezy římských mincí a jednoho starého langobardského šperku, a první zmínka o něm pochází ze 13. století. Roku 1463 se obec připojila k San Marinu.
Koncem devatenáctého století zde byl na hradě nalezen tzv. Domagnanský poklad. Nyní je rozdělen mezi několik muzeí, ale největší části pokladu jsou uloženy v Germanisches Nationalmuseum v Norimberku a v Britském muzeu. 

## Geografie
Obec Domagnano se rozkládá na malém vršku, jemuž vévodí zbytky malatestiánské pevnosti Montelupo. Domagnano sousedí se sanmarinskými obcemi Borgo Maggiore, Faetano, Serravalle a s italskou obcí Coriano.

### Obce
Součástí města jsou i tyto obce (italsky: curazie):
- Cà Giannino
- Fiorina
- Piandivello
- Spaccio Giannoni
- Torraccia

## Správa
Vedení města zajišťuje jednadvacetičlenná Městská rada volená občany každé čtyři roky. V čele rady je na dva roky volený kapitán, tzv. Capitano di Castello, což je vlastně starosta města.
| Období                           | Kapitán            | Strana       |
| -------------------------------- | ------------------ | ------------ |
| 13. červen 1999 – 7. červen 2009 | Pier Marino Felici | Lista civica |
| 7. červen 2009 – nyní            | Daniele Gasperoni  | Lista civica |

## Obyvatelstvo
Vývoj počtu obyvatel do roku 1998:

## Sport
Místní fotbalový tým FC Domagnano patří mezi nejlepší fotbalové kluby v San Marinu. Také se několikrát zúčastnil Poháru UEFA.